# The Litanies of Satan
The Litanies of Satan – debiutancki album studyjny amerykańskiej artystki awangardowej  Diamandy Galás, wydany w 1982 roku na płycie gramofonowej przez wytwórnię Y Records. W roku 1989 album ukazał się nakładem Mute Records na płycie kompaktowej.
Na albumie znalazły się dwa długie utwory, The Litanies of Satan i Wild Women with Steak-Knives (The Homicidal Love Song for Solo Scream). W pierwszej kompozycji, nagranej w Londynie w 1981 roku, Galás wykorzystała m.in. słowa poematu Charles’a Baudelaire’a Les Litanies de Satan ze zbioru wierszy Les Fleurs du mal, tj. Litanii do Szatana z tomu Kwiaty zła. Jak wskazuje podtytuł drugiego utworu, który zarejestrowano w San Diego w roku 1982, performerka wykonała go bez towarzyszenia jakichkolwiek instrumentów.

## Lista utworów
Opracowano na podstawie materiału źródłowego.
Strona A:
| Nr | Tytuł utworu            | Słowa              | Muzyka         | Długość |
| -- | ----------------------- | ------------------ | -------------- | ------- |
| 1. | „The Litanies of Satan” | Charles Baudelaire | Diamanda Galás | 17:46   |
|    |                         |                    |                | 17:46   |

Strona B:
| Nr | Tytuł utworu                   | Słowa          | Muzyka         | Długość |
| -- | ------------------------------ | -------------- | -------------- | ------- |
| 1. | „Wild Women with Steak-Knives” | Diamanda Galás | Diamanda Galás | 12:04   |
|    |                                |                |                | 12:04   |

## Twórcy
Opracowano na podstawie materiału źródłowego.
Muzycy:
- Diamanda Galás – śpiew, taśma, elektronika

Produkcja:
- Dave Hunt – produkcja muzyczna, inżynieria dźwięku (The Litanies of Satan)
- Richard Zvonar - inżynieria dźwięku (Wild Women with Steak-Knives)
- Durand Rene Begault - inżynieria dźwięku (Wild Women with Steak-Knives)
- Dick O’Dell – produkcja wykonawcza
- Will Gullette – fotografia na okładce wykonana w 1980 roku